# Sadako Yamashita
Sadako Yamashita (山下貞子?, Yamashita Sadako; 5 novembre 1932 – ...) è stata una nuotatrice giapponese, che ha partecipato alle Olimpiadi di Helsinki 1952, gareggiando nei 100m sl, 400m sl e nella Staffetta 4x100m sl.
Ai II Giochi asiatici, ha vinto 1 oro nella Staffetta 4x100m sl.